# Liste der Kulturdenkmäler in Neumagen-Dhron
In der Liste der Kulturdenkmäler in Neumagen-Dhron sind alle Kulturdenkmäler der rheinland-pfälzischen Ortsgemeinde Neumagen-Dhron mit den Ortsteilen Dhron und Neumagen aufgeführt. Grundlage ist die Denkmalliste des Landes Rheinland-Pfalz (Stand: 10. August 2023).

## Denkmalzonen
| Bezeichnung                   | Lage | Baujahr                 | Beschreibung | Bild |
| ----------------------------- | --- | ----------------------- | --- | --- |
| Denkmalzone Ortskern Neumagen | Neumagen, Römerstraße 36, 51–107, 123–141 (ungerade Nummern) und 32–106 (gerade Nummern), Bogengasse 1–5 (ungerade Nummern) und 2–12 (gerade Nummern), Burgstraße 2–8 (gerade Nummern) und 5, Engelsgasse 2–10 (alle Nummern), Grafenweg 1 und 2, Hinterburg 1–19 (alle Nummern) und 21–33 (ungerade Nummern), Kaffeegasse 1–3 (ungerade Nummern) und 2–12 (gerade Nummern), Krebsgasse 1, 3, 7–15 (ungerade Nummern), 4, 6, und 12–20 (gerade Nummern), Moselstraße 8–20 (alle Nummern, ohne Nr. 15), Poststraße 1–8 (alle Nummern), Spielesgasse 1, 1a, 6–16 (gerade Nummern) Lage | 16. bis 19. Jahrhundert | in weiten Teilen erhaltene historische Bebauung des 16. bis 19. Jahrhunderts in für die obere Mittelmosel seltener Dichte, darunter zahlreiche denkmalwerte Einzelbauten | [[Vorlage:Bilderwunsch/code!/C:49.854137,6.895279!/D:Römerstraße 36, 51–107, 123–141 (ungerade Nummern) und 32–106 (gerade Nummern), Bogengasse 1–5 (ungerade Nummern) und 2–12 (gerade Nummern), Burgstraße 2–8 (gerade Nummern) und 5, Engelsgasse 2–10 (alle Nummern), Grafenweg 1 und 2, Hinterburg 1–19 (alle Nummern) und 21–33 (ungerade Nummern), Kaffeegasse 1–3 (ungerade Nummern) und 2–12 (gerade Nummern), Krebsgasse 1, 3, 7–15 (ungerade Nummern), 4, 6, und 12–20 (gerade Nummern), Moselstraße 8–20 (alle Nummern, ohne Nr. 15), Poststraße 1–8 (alle Nummern), Spielesgasse 1, 1a, 6–16 (gerade Nummern),!/\|BW]] |

## Einzeldenkmäler
| Bezeichnung                                   | Lage                                                    | Baujahr                            | Beschreibung | Bild                           |
| --------------------------------------------- | ------------------------------------------------------- | ---------------------------------- | --- | ------------------------------ |
| Wegekreuz                                     | Dhron, Dhrontalstraße, Ecke Metschert Lage              | 1877                               | Sockelkreuz, bezeichnet 1877 | BW                             |
| Quereinhaus                                   | Dhron, Dhrontalstraße 16 Lage                           | 1902                               | Krüppelwalmdachbau, Bruchstein, bezeichnet 1902 | BW                             |
| Alte Kirche                                   | Dhron, Domfreihof 1 Lage                                | 1700                               | Umfassungsmauern des Schiffs der 1910 profanierten Kirche, bezeichnet 1700                                                                           | BW                             |
| Wohnhaus                                      | Dhron, Domfreihof 3 Lage                                | 1762                               | stattlicher Krüppelwalmdachbau, bezeichnet 1762 | BW                             |
| Kriegerdenkmal                                | Dhron, Im Hof Lage                                      | 1920er oder 1930er Jahre           | Kriegerdenkmal 1914/18; Bruchsteinpfeiler mit überlebensgroßem Soldaten                                                                              | Fotos hochladen                |
| Hofanlage                                     | Dhron, Im Hof 3 Lage                                    | um 1900                            | stattlicher Streckhof; neugotischer Bruchsteinbau und -wirtschaftsgebäude, um 1900                                                                   | BW                             |
| Tholeyerhof                                   | Dhron, Im Hof 5/6 Lage                                  | 18. Jahrhundert                    | Parallelhof; langgestreckter Krüppelwalmdachbau, Wirtschaftsgebäude, 18. Jahrhundert                                                                 | BW                             |
| Mühle                                         | Dhron, Im Hof 7 Lage                                    | 19. und frühes 20. Jahrhundert     | malerisches Mühlenanwesen; Bruchsteinbau und -wirtschaftsgebäude, 19. und frühes 20. Jahrhundert                                                     | BW                             |
| Wohnhaus                                      | Dhron, Im Hof 15 Lage                                   | 18. Jahrhundert                    | barocker Massivbau, Fachwerkgiebel, 18. Jahrhundert                                                                                                  | BW                             |
| Bildstock                                     | Dhron, In Folz, vor Nr. 1 Lage                          | 1668                               | Kreuzigungsbildstock, bezeichnet 1668 | BW                             |
| Relief                                        | Dhron, In Folz, an Nr. 14 Lage                          | 17. oder 18. Jahrhundert           | Pietà-Relief, 17. oder 18. Jahrhundert | BW                             |
| Schulhaus                                     | Dhron, In Folz 15 Lage                                  | um 1920/30                         | ehemalige Schule (?); zweiflügliger Walmdachbau, Reformarchitektur, expressionistischer Einfluss, um 1920/30                                         | BW                             |
| Wohnhaus                                      | Dhron, In Folz 29 Lage                                  | 18. Jahrhundert                    | stattlicher Massivbau, teilweise Fachwerk, 18. Jahrhundert                                                                                           | BW                             |
| Katholische Pfarrkirche St. Trinitatis        | Dhron, Kirchgasse 5b Lage                               | 1909                               | neugotische Schieferbruchstein-Basilika, 1909/10 | Fotos hochladen                |
| Wohnhaus                                      | Dhron, Kirchgasse 12 Lage                               | 1743                               | barocker Massivbau, bezeichnet 1743, Kniestock und Dach vom Anfang des 20. Jahrhunderts                                                              | BW                             |
| Schulhaus                                     | Dhron-Papiermühle, Hochwaldstraße 10 Lage               | um 1920/30                         | ehemalige Schule; Kubus mit Zeltdach, Reformarchitektur, um 1920/30, Nebengebäude                                                                    | BW                             |
| Wegekapelle                                   | Dhron-Papiermühle, Hochwaldstraße, bei Nr. 20 Lage      | zweite Hälfte des 19. Jahrhunderts | kleiner Bau, zweite Hälfte des 19. Jahrhunderts, innen Nischen mit Heiligenfiguren                                                                   | BW                             |
| Wohnhaus                                      | Neumagen, Bogengasse 2 Lage                             |                                    | Mansarddachbau | BW                             |
| Wohnhaus                                      | Neumagen, Burgstraße 2 Lage                             | um 1870/80                         | Wohnhaus eines Weingutes; stattlicher zweieinhalbgeschossiger Bruchsteinbau, wohl um 1870/80                                                         | BW                             |
| Wegekreuz                                     | Neumagen, Folzerweg, bei Nr. 1 Lage                     | erste Hälfte des 16. Jahrhunderts  | spätgotisches Nischenkreuz, wohl aus der ersten Hälfte des 16. Jahrhunderts                                                                          | Fotos hochladen                |
| Sayn-Wittgensteiner Hof                       | Neumagen, Grafenweg 1 Lage                              | 1790/91                            | stattliches spätbarockes Wohn- und ehemaliges Amtshaus, 1790/91; an neuem Nebengebäude wiederverwendeter Torbogen, bezeichnet 1707                   | BW                             |
| Wohnhaus                                      | Neumagen, Hinterburg 1, Burgstraße 8 Lage               | 18. Jahrhundert                    | stattlicher Krüppelwalmdachbau, 18. Jahrhundert, im Kern eventuell älter                                                                             | BW                             |
| Wohnhaus                                      | Neumagen, Hinterburg 8/10 Lage                          | 18. Jahrhundert                    | Massivbau unter asymmetrischem Krüppelwalmdach, bezeichnet 1820, Gesamterscheinung aus dem 18. Jahrhundert, im Kern eventuell älter                  | Fotos hochladen                |
| Wohnhäuser                                    | Neumagen, Hinterburg 12 und 14 Lage                     | 18. Jahrhundert                    | zwei Wohnhäuser unter durchlaufendem Krüppelwalmdach, 18. Jahrhundert, im Kern wohl älter                                                            | Fotos hochladen                |
| Wohnhaus                                      | Neumagen, Hinterburg 16 Lage                            | 18. Jahrhundert                    | Krüppelwalmdachbau, 18. Jahrhundert, im Kern eventuell älter; wichtiger Bestandteil der Denkmalzone Ortskern                                         | BW                             |
| Wohnhaus                                      | Neumagen, Hinterburg 19 Lage                            | 18. Jahrhundert                    | sechsachsiger Massivbau, 18. Jahrhundert, im Kern eventuell älter                                                                                    | Fotos hochladen                |
| Wegekreuz                                     | Neumagen, Krebsgasse, Ecke Bergstraße Lage              | 16. oder 17. Jahrhundert           | Schaftkreuz, Sandstein, 16. oder 17. Jahrhundert, eiserner Korpus, bezeichnet 1611                                                                   | Fotos hochladen                |
| Bildstock                                     | Neumagen, Krebsgasse, an Nr. 1 Lage                     | 1661                               | Aufsatz eines Kreuzigungsbildstocks, bezeichnet 1661                                                                                                 | Fotos hochladen                |
| Wohnhäuser                                    | Neumagen, Krischelsberg 9 und 11 Lage                   | 18. Jahrhundert                    | zwei Massivbauten unter durchlaufendem Satteldach, 18. Jahrhundert                                                                                   | BW                             |
| Bildstock                                     | Neumagen, Krischelsberg, bei Nr. 11 Lage                | frühes 18. Jahrhundert             | Kreuzigungsbildstock, frühes 18. Jahrhundert, mit neuerem Abschlusskreuz                                                                             | BW                             |
| Wohnhaus                                      | Neumagen, Krischelsberg 31 Lage                         | 18. und 19. Jahrhundert            | schmaler Massivbau, heutiges Erscheinungsbild aus dem 18. und 19. Jahrhundert, im Kern wohl älter                                                    | BW                             |
| Wohnhaus                                      | Neumagen, Moselstraße 8 Lage                            | 18. Jahrhundert                    | ehemaliges Wohnhaus; stattlicher Mansarddachbau, bezeichnet 1889, im Kern aus dem 18. Jahrhundert                                                    | Fotos hochladen                |
| Wohnhaus                                      | Neumagen, Moselstraße 9 Lage                            | 1741                               | stattlicher Mansarddachbau, angeblich von 1741 | Fotos hochladen                |
| Portal                                        | Neumagen, Moselstraße, an Nr. 10 Lage                   | Mitte des 18. Jahrhunderts         | barocker Oberlichteingang, Mitte des 18. Jahrhunderts                                                                                                | BW                             |
| Ausoniusstatue                                | Neumagen, Moselstraße, zwischen Nr. 17 und 19 Lage      | 1929                               | Ausoniusstatue, 1929 | BW                             |
| Pfarrhof                                      | Neumagen, Poststraße 1 Lage                             |                                    | ehemaliger Pfarrhof (?); dreigeschossiger Massivbau, im Kern eventuell spätmittelalterlich, Fassade im späten 19. Jahrhundert überformt              | BW                             |
| Bildstock                                     | Neumagen, Römerstraße, bei Nr. 4 Lage                   |                                    | barocker Kreuzigungsbildstock | BW                             |
| Wohnhaus                                      | Neumagen, Römerstraße 11 Lage                           | 1904                               | stattlicher Bruchsteinbau mit Kniestock, teilweise Fachwerk, Schwebegiebel, bezeichnet 1904                                                          | BW                             |
| Villa                                         | Neumagen, Römerstraße 16 Lage                           | Anfang des 20. Jahrhunderts        | Winzervilla; Bruchsteinbau, polygonaler Eckturm, Neurenaissance, Anfang des 20. Jahrhunderts                                                         | Fotos hochladen                |
| Amtsgericht                                   | Neumagen, Römerstraße 30 Lage                           | 1899                               | ehemaliges Amtsgericht; stattlicher historisierender Krüppelwalmdachbau, Turm, bezeichnet 1899                                                       | Fotos hochladen                |
| Bildstock                                     | Neumagen, Römerstraße, gegenüber Nr. 32 Lage            | 1735                               | Kreuzigungsbildstock, bezeichnet 1735 | Fotos hochladen                |
| Wohnhaus                                      | Neumagen, Römerstraße 52 Lage                           | 18. Jahrhundert                    | Eckwohnhaus; Massivbau, 18. Jahrhundert, Fachwerkgiebel aus dem 16. oder 17. Jahrhundert                                                             | Fotos hochladen                |
| Wohnhaus                                      | Neumagen, Römerstraße 67 Lage                           | 18. Jahrhundert                    | Fachwerkhaus, teilweise massiv, verputzt und verschiefert, Segmentbogenfenster, 18. Jahrhundert, Renaissancefenster aus dem 16. oder 17. Jahrhundert | BW                             |
| Wohnhaus                                      | Neumagen, Römerstraße 70 Lage                           | Anfang des 19. Jahrhunderts        | eingeschossiges villenartiges Wohnhaus in parkähnlichem Garten, wohl vom Anfang des 19. Jahrhunderts                                                 | BW                             |
| Wohnhaus                                      | Neumagen, Römerstraße 75 Lage                           | 18. Jahrhundert                    | Krüppelwalmdachbau, im Kern aus dem 18. Jahrhundert, Fassade im 19. Jahrhundert überformt                                                            | Fotos hochladen                |
| Treppenturm                                   | Neumagen, Römerstraße, an Nr. 78 Lage                   | 15. oder 16. Jahrhundert           | Treppenturm, 15. oder 16. Jahrhundert | BW                             |
| Bildstock                                     | Neumagen, Römerstraße, an Nr. 88 Lage                   | 1766                               | Kreuzigungsbildstock, bezeichnet 1766 und 1817 | Fotos hochladen                |
| Wohnhaus                                      | Neumagen, Römerstraße 92 Lage                           | 1618                               | Massivbau mit vorspringendem Schornstein auf Kopfkonsolen, bezeichnet 1618, im 19. Jahrhundert überformt, jüngere Wirtschaftsgebäude                 | Fotos hochladen                |
| Wohnhaus                                      | Neumagen, Römerstraße 94 Lage                           |                                    | stattlicher Mansarddachbau, Wappenkartusche | Fotos hochladen                |
| Bildstock                                     | Neumagen, Römerstraße, bei Nr. 95 Lage                  | 1765                               | Kreuzigungsbildstock, bezeichnet 1765 | Fotos hochladen                |
| Katholische Peterskapelle                     | Neumagen, Römerstraße 96 Lage                           | vor 1314                           | Chor vor 1314 entstanden, Schiff mit spätgotischen Fenstern und barocker Holztonne, bezeichnet 1710                                                  | Fotos hochladen                |
| Warsberger Hof                                | Neumagen, Römerstraße 98 Lage                           | 1730                               | kleiner, dreiflügeliger Baukomplex, Wappentafel, bezeichnet 1730, im Kern wohl älter; öffentlicher Brunnen, 1742                                     | Fotos hochladen                |
| Bildstock                                     | Neumagen, Römerstraße, bei Nr. 98 Lage                  | 1581                               | spätgotischer Kreuzigungsbildstock, bezeichnet 1581                                                                                                  | Fotos hochladen                |
| Wohnhaus                                      | Neumagen, Römerstraße 103 Lage                          | 18. Jahrhundert                    | ehemaliges Wohnhaus; eingeschossiger Mansarddachbau, 18. Jahrhundert                                                                                 | Fotos hochladen                |
| Katholische Pfarrkirche St. Maria Himmelfahrt | Neumagen, Römerstraße 104 Lage                          | ab 1190                            | Saalbau, 1792/93, romanischer Turm von 1190, 1607 erhöht                                                                                             | weitere Bilder Fotos hochladen |
| Wohnhaus                                      | Neumagen, Römerstraße 107 Lage                          | 16. Jahrhundert                    | dreigeschossiger Massivbau, vorkragendes Fachwerkgeschoss, 16. Jahrhundert, Erdgeschoss im 18. Jahrhundert (1757?) teilweise überformt               | Fotos hochladen                |
| Wohnhaus                                      | Neumagen, Römerstraße 141 Lage                          | 1879                               | spätklassizistischer Massivbau, bezeichnet 1879 | Fotos hochladen                |
| Wohnhaus                                      | Neumagen, Spielesgasse 1 Lage                           |                                    | ehemaliger Adelshof (?); stattlicher Mansarddachbau                                                                                                  | BW                             |
| Spätrömischen Kastell                         | Neumagen, Spielesgasse, an Nr. 10 Lage                  | frühes 4. Jahrhundert              | Rest der Ringmauer eines spätrömischen Kastell in der Rückfront des heutigen Wohnhauses                                                              | BW                             |
| Wohnhaus                                      | Neumagen, Spielesgasse 14 Lage                          | 1775                               | Krüppelwalmdachbau, bezeichnet 1775 | BW                             |
| Wohnhaus                                      | Neumagen, Spielesgasse 16 Lage                          | 18. Jahrhundert                    | Massivbau, bezeichnet 1909, tatsächlich aus dem 18. Jahrhundert, im Kern eventuell älter                                                             | BW                             |
| Märtyrerkapelle                               | Neumagen, südlich des Ortes an der Moseluferstraße Lage | 1764                               | 1506 gestiftet, heutiger Bau im Wesentlichen von 1764; fünf Kreuzwegstationen, wohl aus dem 18. Jahrhundert                                          | Fotos hochladen                |
| Wegekapelle                                   | Neumagen, südöstlich des Ortes in den Weinbergen Lage   | 1755                               | ursprünglich ein kleiner Bau mit Putztonne und Nischen, angeblich von 1755, 1955 erweitert                                                           | Fotos hochladen                |
| Wegekreuz                                     | Neumagen, südöstlich des Ortes in den Weinbergen Lage   | 1752                               | barockes Schaftkreuz, bezeichnet 1752 | BW                             |

## Ehemalige Kulturdenkmäler
| Bezeichnung | Lage                          | Baujahr | Beschreibung                                                                  | Bild |
| ----------- | ----------------------------- | ------- | ----------------------------------------------------------------------------- | ---- |
| Wohnhaus    | Neumagen, Spielesgasse 6 Lage | 1859    | Krüppelwalmdachbau, bezeichnet 1859, im Kern älter; aus Denkmalliste gelöscht | BW   |